# Постанархизм
Постанархи́зм (англ. Post-anarchism) — течение в политической философии, сформировавшееся в 1990-х годах и объединяющее в себе основные положения классической теории анархизма и философии постструктурализма и постмодернизма. Постанархизм не является единой последовательной теорией, а объединяет в себе взгляды и убеждения ряда философов и теоретиков.

## Идейные истоки
Приставка «пост-» выражает в данном контексте не смену одной теорией другой, а тот факт, что постанархисты ставят под сомнение и опровергают положения, закрепившиеся в рамках теорий и школ мысли эпохи Просвещения. Основная значимость данного подхода заключается в том, что постанархизм значительно расширил границы влияния власти на индивида: если классический анархизм рассматривает исключительно то, как власть подавляет индивидов, то постанархисты делают акцент на том, как само обладание властью влияет на индивида.
Ещё Штирнер отметил, что Фейербах лишь поставил гуманистический идеал человека на место прежнего Бога из религии, сама же система иерархии осталась незыблемой, из-за чего её логика воспроизводилась впоследствии в новых формах. Опираясь на наследие философа эгоизма, постанархизм утверждает, что если марксизм из-за своего экономизма (власть суть экономика) зашорен и недостаточно воспринимает другие формы власти, то анархизм чрезмерно напирает на антиэтатизм (власть суть политика) и упускает из внимания причины, на которых зиждутся государство и капитал. В результате и марксизм, и анархизм, не способны решить проблему власти. Марксисты не правы, когда утверждают, что к исчезновению власти приведёт устранение классовых противоречий, анархисты ошибаются в том, что уничтожение государства упразднит всякую власть. Постанархисты же говорят, что и класс, и государство суть формы власти, специфические места её проявления. В реальности же власть находится повсюду.

## Основные положения
Впервые термин «постанархизм» был введён Хаким Беем в эссе «Пост-анархистская анархия». Одна из важных работ, в которой отражены принципы постанархизма, — книга Сола Ньюмена «От Бакунина к Лакану: антиавторитаризм и дислокация власти» (англ. From Bakunin to Lacan: Anti-Autoritarism and the Dislocation of Power, 2001). С точки зрения Ньюмена, классический анархизм, в отличие от экономического детерминизма и диалектики марксизма, опирался на манихейскую логику оппозиций: «пространство власти» — «пространство сопротивления», «государство» — «общество». Ньюмен критикует классический анархизм за противопоставление авторитета естественного (законы природы) и искусственного (государственная власть). Нельзя рассматривать государство как нечто иррациональное и противоестественное, поскольку именно его существование создаёт природу для существования революционного субъекта. Сол Ньюмен утверждал, что чистота революционной идентичности определяется лишь своим отличием от «нечистоты» политической власти. Исходя из тезиса Михаила Бакунина о том, что каждый человек носит в себе «зародыш власти», Ньюмен указывает на противоречие, которое возникает при противопоставлении идеи разрушения власти и стремления к ней, как неотъемлемой черты природы человека.
Упрекая в идеализме модель гармоничного социального взаимодействия (анархизм) и модель «война всех против всех» Томаса Гоббса, Сол Ньюмен вводит «военную модель» (war model), основываясь на представлениях об обществе Фридриха Ницше. В данной модели общество представляет собой неустойчивую идентичность, основанную на антагонизме и противоречиях и поэтому постоянно открытую для пересмотра. Тем самым военная модель подвергает критике ключевое утверждение анархизма о том, что нравственная и рациональная идентичность может сменить государство и заполнить возникший вакуум власти.
Формируя своё видение постанархизма, Сол Ньюмен во многом опирался на философское учение Жака Лакана, который оперировал понятием «нехватка». В соответствии с данным подходом именно внешний мир предаёт значение субъекту посредством символического порядка означающих. По своему характеру субъект вторичен по отношению к означающему, так как первый является производным от второго. Но в процессе анализа Лакан выявил, что между субъектом и означающим существует нехватка, так как означающее никогда не может в полной мере выразить означаемое. Данный разрыв, названный Лаканом «Реальным», заполняет пустоту в структуре «Символического». Ньюмен выходит за логику определения «Внешнего» («the Outside»), утверждая, что это не пространственное «Внешнее», а радикальное, находящееся «внутри». Новая радикальная политика, по Ньюмену, нацелена на преодоление двух проблематичных аспектов пространства власти: создание, с одной стороны, пространственного «Внешнего», находящегося вне дискурса власти и являющегося условием сопротивления; с другой стороны, лишение этого пространства власти господствующих эссенциальных свойств.
Центральной темой постанархизма является разработка методов противостояния самой логике власти, а не только конкретным местам её сосредоточения, о которых знали ещё классические анархисты. Возможность проработки этого вопроса открылась благодаря соединению категориального аппарата анархизма с постструктуралистской эпистемологией. Благодаря такому слиянию открылся вид на многие проблемы, которые в классической западноевропейской мысли остались неотрефлексированными.

## Критика
Одна из основных проблем, связанная с постанархическим подходом, заключается в редукционистском подходе к классическому анархизму, который зачастую сводится лишь к трудам отдельных его представителей (Годвин, Бакунин, Кропоткин). Постанархизм не принимает во внимание «вторую волну» анархизма или его современную форму. Таким образом, постанархисты воспринимают классическую теорию анархизма как однородное явление, не учитывая существующий внутри теории конфликт и её широкое разнообразие.
Некоторые авторы подмечают, что постанархизм не приносит ничего нового. Согласно ним, всё, что он, якобы, реформирует, на самом деле выражалось ещё самыми первыми идеологами анархизма.